# ジヒドロキシ安息香酸
ジヒドロキシ安息香酸（ジヒドロキシあんそくこうさん、Dihydroxybenzoic acid、DHBA）は、フェノール酸の一種である。
C7H6O4という共通した分子式を持つ、以下の6つの化合物が主として存在する。
- 2,3-ジヒドロキシ安息香酸（2-ピロカテク酸）
- 2,4-ジヒドロキシ安息香酸（β-レゾルシン酸）
- 2,5-ジヒドロキシ安息香酸（ゲンチジン酸）
- 2,6-ジヒドロキシ安息香酸（γ-レゾルシン酸）
- 3,4-ジヒドロキシ安息香酸（プロトカテク酸）
- 3,5-ジヒドロキシ安息香酸（α-レゾルシン酸）

オルセリン酸も、メチル基がついたジヒドロキシ安息香酸である。